# Saxifraga macrostigmatoides
Saxifraga macrostigmatoides är en stenbräckeväxtart som beskrevs av Adolf Engler. Saxifraga macrostigmatoides ingår i Bräckesläktet som ingår i familjen stenbräckeväxter. Inga underarter finns listade i Catalogue of Life.